# 鳳県
鳳県（ほう-けん）は中華人民共和国陝西省宝鶏市西南端に位置する県。古代は鳳州と呼ばれた。

## 行政区画
- 鎮:双石鋪鎮、鳳州鎮、黄牛鋪鎮、紅花鋪鎮、河口鎮、唐蔵鎮、平木鎮、坪坎鎮、留鳳関鎮

## 地理
- 秦嶺の内陸部で宝鶏市の西南部に位置し西は甘粛省隴南市両当県、南は漢中市に接している。
- 県総面積は3187平方km、人口11万人で9鎮、100の村で構成されている。
- 鳳県は熱帯と亜熱帯の境界線にあり標高905mから2739mの間にあって湿潤気候に属している[1]。

## 交通

### 鉄道
- 宝成線が通っており県内は7駅がある。
  - 秦嶺、黄牛鋪、紅花鋪、油房溝、鳳州、七里坪、鳳県

### 道路

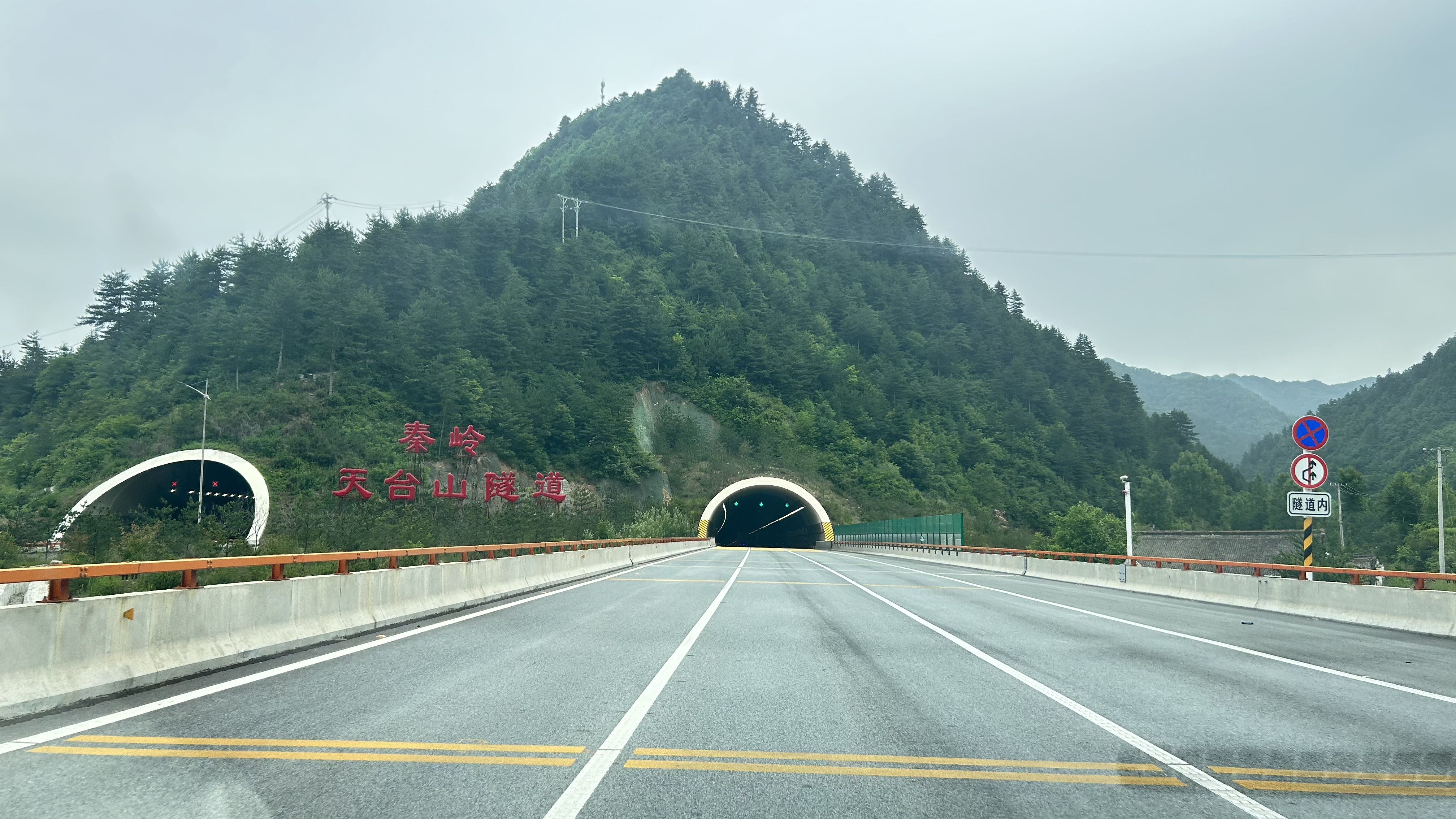
秦嶺天台山トンネル

- 高速道路
  -  銀昆高速道路
    - 秦嶺天台山トンネル（中国語版）（全長15,560m）

  -  太鳳高速道路（中国語版）
- 国道
  - G316国道（中国語版）
  - G342国道（中国語版）

## 地下資源
鳳県は地下資源が豊富で亜鉛、銅、鉄、金など金属鉱や石灰石、硅石、大理石などがある。

## 林業資源
喬木、灌木あわせて約360種、面積16万7917ヘクタールで県の75.8%が森林で覆われ、野生の薬草が約410種余りが植生しており、鶴、鷹、鷺、雉などの禽獣が20種ほど棲息している。

## 特産品
- 花椒
- リンゴ
  - 標高が高いので昼夜の温度差が大きく環境汚染がないため、表面は色鮮やかできれい。硬度、糖度とも高いのが特徴。双石鋪鎮、鳳州鎮、唐蔵鎮、平木鎮がリンゴの生産基盤となっており、年４万トン収穫される[3]。
- 漢方薬
  - 党参、貝母、杜仲、オニノヤガラ、麝香、牛黄、熊胆
- キノコ
  - キクラゲ、エノキタケ、シイタケ、ヤマブシタケ、霊芝、茶樹菇、杏鮑菇、鶏腿菇、白鱗菇、灰樹花など約20種がある。年800トン産出される[4]。

## 観光
- 蕭台寺（消災寺） - 唐代に豆積山に建立された寺[1]。
- 天台山国家森林公園
- 通天河国家森林公園
- 陳倉古道
- 鳳凰湖景区
  - 少数民族のチャン族の文化に触れられる夜景が美しい景勝地であり総面積は10.3平方キロメートルを有する[5]。
- 紫柏山景区
  - 紫柏山、華山、太白山をあわせて陝西省三大名山といわれ、南嶺独秀や秦嶺明珠の美称がある。
また、ベニジュケイ、フクロウ、ガビチョウ、オオタカなどの100種類の鳥類やターキン、カモシカ、ノロジカ、シカなどの珍しい動物が多く棲息している[6]。
- 霊官峡景区
- 月亮湾生態公園
- 嶺南植物公園